# Yavuz Ekinci
Yavuz Ekinci (Batman, 1979. május 16. –) török regényíró, drámaíró.

## Élete
A Diclei Egyetemen végzett tanítóként. Írói pályafutását novellákkal kezdte, 2001-ben elnyerte a Yasar Nabi Nayir „Figyelemlre méltó novella”-díjat, később több más török irodalmi díjat is kapott. Írói sikerei ellenére továbbra is Batmanban tanít.
Kurd származású, szülei alig beszélnek törökül, ő maga is sokáig törve beszélte a nyelvet.

## Törökül megjelent művei
- 2004: Meyaser'in Uçuşu
- 2007: Sırtımdaki Ölüler
- 2008: Bana İsmail Deyin
- 2010: Tene Yazılan Ayetler
- 2012: Bir Dersim Hikâyesi (katkıda bulunanlardan biridir)
- 2012: Cennetin Kayıp Toprakları
- 2014: Rüyası Bölünenler
- 2016: Günün Birinde, Amar ve Sara